# ارنست براملی
ارنست براملی (انگلیسی: Ernest Bramley؛ 29 August 1920 – ۱۹۹۳ (۷۲−۷۳ سال)) بازیکن فوتبال بود.